# Mecánica lagrangiana
La mecánica lagrangiana es una reformulación y extensión de la mecánica clásica introducida por Joseph-Louis de Lagrange en 1788. En la mecánica lagrangiana, la trayectoria de un objeto es obtenida encontrando la trayectoria que minimiza la acción, que es la integral del lagrangiano en el tiempo; siendo este la energía cinética del objeto menos la energía potencial del mismo. Se trata de una extensión de la mecánica clásica newtoniana ya que las herramientas matemáticas continuan siendo válidas en el ámbito de la Física Cuántica y la Relatividad General donde la formulación matemática newtoniana pierde toda validez. 
La formulación lagrangiana simplifica considerablemente muchos problemas físicos. Por ejemplo, los sistemas de referencia inerciales son tratados en pie de igualdad y a diferencia de las leyes de Newton la forma de las ecuaciones del movimiento no depende del sistema de referencia elegido. 

## Motivación
La utilidad de la formulación lagrangiana se aprecia incluso en ejemplos sencillos. Por ejemplo, considere una cuenta en un aro. Si se calculara el movimiento de la cuenta usando la mecánica newtoniana, se obtendría un sistema complicado de ecuaciones que considerarían las fuerzas que el aro ejerce en la cuenta en cada instante.
En cambio, en la aproximación de Lagrange, uno mira todos los movimientos posibles que la cuenta podría tomar en el aro y encuentra matemáticamente el que reduce al mínimo la acción. Hay muy pocas ecuaciones puesto que no se está calculando directamente la influencia del aro en la cuenta en un instante dado.
Otro ejemplo es el caso del estudio de movimientos referidos a un sistema que gira, como por ejemplo observaciones astronómicas vistas desde el planeta Tierra: en la formulación newtoniana es necesario introducir a mano las fuerzas ficticias o fuerzas de inercia como la fuerza centrífuga o el efecto Coriolis mientras que en la formulación lagrangiana estas fuerzas aparecen de modo natural.
Los dos problemas considerados anteriormente son mucho más sencillos de resolver empleando la formulación lagrangiana.

## Ecuaciones de Lagrange
Las ecuaciones del movimiento en mecánica lagrangiana son las ecuaciones de Lagrange, también conocidas como las ecuaciones de Euler-Lagrange. Debajo, bosquejamos la derivación de la ecuación de Lagrange de las leyes de Newton del movimiento. Vea las referencias para derivaciones más detalladas y más generales. 
En su forma más general, en que se da un sistema de referencia general con coordenadas generalizadas ({\displaystyle q_{1},...,q_{N};{\dot {q}}_{1},...,{\dot {q}}_{N}}) las ecuaciones de Lagrange toman la forma:

{\displaystyle {\frac {d}{dt}}\left({\frac {\partial L(q_{i}(t),{\dot {q}}_{i}(t),t)}{\partial {\dot {q}}_{i}}}\right)-{\frac {\partial L(q_{i}(t),{\dot {q}}_{i}(t),t)}{\partial q_{i}}}=0}

### Derivación a partir de las leyes de Newton
Considere una sola partícula con masa m y el vector de posición r. La fuerza aplicada, F, si es una fuerza conservativa puede ser expresada como el gradiente de una función potencial escalar V(r, t):

{\displaystyle \mathbf {F} =-\nabla V}

tal fuerza es independiente de las terceras derivadas de r (o de derivadas de orden superior), por tanto la segunda ley de Newton forma un sistema de 3 ecuaciones diferenciales ordinarias de segundo orden. Por lo tanto, el movimiento de la partícula se puede describir totalmente por 6 variables independientes, o grados de libertad. Un sistema obvio de variables es {rj, r′j | j = 1, 2, 3}, las componentes cartesianas de r y sus derivadas temporales, en un instante dado del tiempo.
Más generalmente, podemos trabajar con un sistema de coordenadas generalizadas y de sus derivadas temporales, las velocidades generalizadas: {qj, q′j}. r está relacionado con las coordenadas generalizadas por cierta ecuación de transformación:

{\displaystyle \mathbf {r} =\mathbf {r} (q_{1},q_{2},q_{3},t)}

Considere un desplazamiento arbitrario δr de la partícula. El trabajo hecho por la fuerza aplicada F es δW = F · δr. que usa la segunda ley de Newton, escribimos: 

{\displaystyle \mathbf {F} \cdot \delta \mathbf {r} =m{\ddot {\mathbf {r} }}\cdot \delta \mathbf {r} }

puesto que el trabajo es una cantidad escalar física, debemos poder reescribir esta ecuación en términos de las coordenadas y de las velocidades generalizadas. En el lado izquierdo,

{\displaystyle \mathbf {F} \cdot \delta \mathbf {r} =-\nabla V\cdot \sum _{i}{\partial r \over \partial q_{i}}\delta q_{i}=-\sum _{i,j}{\partial V \over \partial r_{j}}{\partial r_{j} \over \partial q_{i}}\delta q_{i}=-\sum _{i}{\partial V \over \partial q_{i}}\delta q_{i}}

El lado derecho es más difícil, pero después de algunas maniobras obtenemos:

{\displaystyle m{\ddot {\mathbf {r} }}\cdot \delta \mathbf {r} =\sum _{i}\left[{d \over dt}{\partial T \over \partial q'_{i}}-{\partial T \over \partial q_{i}}\right]\delta q_{i}}

Donde {\displaystyle T=m{\dot {r}}^{2}/2} es la energía cinética de la partícula. Nuestra ecuación para el trabajo hecho se convierte en
{\displaystyle \sum _{i}\left[{d \over dt}{\partial {T} \over \partial {q'_{i}}}-{\partial {(T-V)} \over \partial q_{i}}\right]\delta q_{i}=0}
sin embargo, ésta debe ser verdad para cualquier conjunto de desplazamientos generalizados δqi, así que debemos tener
{\displaystyle \left[{d \over dt}{\partial {T} \over \partial {q'_{i}}}-{\partial {(T-V)} \over \partial q_{i}}\right]=0}
para cada coordenada generalizada δqi. Podemos simplificar aún más esto observando que V es una función solamente de r y t, y r es una función de las coordenadas generalizadas y t. Por lo tanto, V es independiente de las velocidades generalizadas:
{\displaystyle {d \over dt}{\partial {V} \over \partial {q'_{i}}}=0}
Insertando esto en la ecuación precedente y substituyendo L = T - V, obtenemos las ecuaciones de Lagrange: 
{\displaystyle {\partial {L} \over \partial q_{i}}={d \over dt}{\partial {L} \over \partial {q'_{i}}}}
Hay una ecuación de Lagrange para cada coordenada generalizada qi. Cuando qi = ri (es decir las coordenadas generalizadas son simplemente las coordenadas cartesianas), es inmediato comprobar que las ecuaciones de Lagrange se reducen a la segunda ley del Newton. 
La derivación antedicha se puede generalizar a un sistema de N partículas. Habrá 6N coordenadas generalizadas, relacionadas con las coordenadas de posición por 3N ecuaciones de transformación. En cada una de las 3N ecuaciones de Lagrange, T es la energía cinética total del sistema, y V la energía potencial total. 
En la práctica, es a menudo más fácil solucionar un problema usando las ecuaciones de Euler-Lagrange que las leyes de Newton. Esto es porque las coordenadas generalizadas apropiadas qi se pueden elegir para aprovechar las simetrías en el sistema.

### Derivación a partir del principio de Hamilton
La acción, denotada por S, es la integral temporal del lagrangiano: 
{\displaystyle S=\int L\,dt}
Sean q0 y q1 las coordenadas en los instantes inicial y final, t0 y t1 respectivamente. Usando el cálculo de variaciones, se puede mostrar que las ecuaciones de Lagrange son equivalentes al principio de Hamilton: 
el sistema experimenta aquella trayectoria entre t0 y t1 cuya acción tiene un valor estacionario.
Por estacionario, significamos que la acción no varía en el primer orden para las deformaciones infinitesimales de la trayectoria, con los puntos límites (q0, t0) y (q1, t1) fijados. El principio de Hamilton se puede escribir como: 
δS = 0
Así, en vez de pensar en partículas que aceleran en respuesta a fuerzas aplicadas, uno puede pensar en ellas seleccionando la trayectoria con una acción estacionaria. 
El principio de Hamilton es conocido, a veces, como principio de mínima acción. Sin embargo, esto es una impropiedad: la acción sólo necesita ser estacionaria, y la trayectoria correcta se podría producir por un máximo, punto de ensilladura, o mínimo en la acción.

## Mecánica lagrangiana en variedades diferenciables
La formulación más moderna de la mecánica lagrangiana se realiza con toda generalidad sobre una variedad diferenciable llamada espacio fásico Γ que se construye como el fibrado tangente del llamado espacio de configuración.
Sobre el espacio fásico de dimensión 2N, , siendo N el número de grados de libertad, se define una función lagrangiana, que puede expresarse en términos de una carta local de coordenadas sobre ℝ2N:

{\displaystyle {\mathcal {L}}:\Gamma \to \mathbb {R} \qquad {\mathcal {L}}(p;\mathbf {v} )=L(q_{1},...,q_{N};{\dot {q}}_{1},...,{\dot {q}}_{N})\,}

## Relación con el Hamiltoniano
El hamiltoniano, denotado por H, es obtenido ejecutando una transformación de Legendre en el lagrangiano. El hamiltoniano es la base para otra formulación alternativa de la mecánica clásica conocida como mecánica hamiltoniana. El mismo es también aplicable de manera general en el ámbito de la física cuántica. Mientras que el Lagrangiano representa una solución general en coordenadas que describen el sistema físico, el hamiltoniano se centra en la evolución temporal. Es decir cuál será el estado en un tiempo futuro partiendo de unas condiciones iniciales. En tal sentido el Lagrangiano es más genérico, permitiendo la descripción de magnitudes físicas como el spin, isoespin o cargas como consencuencia de las simetrías del propio lagrangiano. El hamiltoniano es más útil y manejable en física experimental, donde cualquier medición o experimento estará realizado sobre la línea temporal debido a la naturaleza macroscópica de los elementos de medida y del propio científico realizando las medidas. 
En 1948 Feynman descubrió la formulación por integral de caminos extendiendo el principio de menor acción a la mecánica cuántica. En esta formulación, las partículas recorren cada trayectoria posible entre los estados iniciales y finales; la probabilidad de un estado final específico es obtenida sumando sobre todas las trayectorias posibles que conduce a él. En el régimen clásico, la formulación por integral de trayectorias reproduce evidentemente el principio de Hamilton.